# Сансет (Флорида)
Сансет (енгл. Sunset) насељено је место без административног статуса у америчкој савезној држави Флорида.

## Демографија
По попису из 2010. године број становника је 16.389, што је 761 (-4,4%) становника мање него 2000. године.
| Група             | 2000.          | 2010.          |
| Белци             | 4.468 (26,1%)  | 2.666 (16,3%)  |
| Афроамериканци    | 259 (1,5%)     | 210 (1,3%)     |
| Азијати           | 420 (2,4%)     | 334 (2,0%)     |
| Хиспаноамериканци | 11.952 (69,7%) | 13.164 (80,3%) |
| Укупно            | 17.150         | 16.389         |